# Giải vô địch bóng đá U-16 Đông Nam Á 2012
Giải vô địch bóng đá U-16 Đông Nam Á 2012 là giải đấu bóng đá quốc tế được tổ chức từ ngày 2 tháng 6 đến ngày 8 tháng 6 năm 2012, đây là lần thứ 2 Lào tổ chức.
Giải năm này có 4 nước tham dự. Lào và Thái Lan đại diện cho AFF, Úc và Nhật Bản là những đội khác mời. Cả bốn đội này đã đủ điều kiện tham dự giải vô địch bóng đá U-16 châu Á 2012 được tổ chức vào cuối năm. Các đội thi đấu vòng tròn một lượt, hai đội dẫn đầu sẽ giành quyền chơi trận chung kết, hai đội còn lại sẽ thi đấu trận tranh hạng ba.

## Kết quả

### Vòng bảng
| Đội      | ST | T | H | B | BT | BB | HS | Đ |
| -------- | -- | - | - | - | -- | -- | -- | - |
| Nhật Bản | 3  | 2 | 1 | 0 | 7  | 1  | +6 | 7 |
| Úc       | 3  | 2 | 1 | 0 | 8  | 5  | +3 | 7 |
| Lào      | 3  | 1 | 0 | 2 | 3  | 6  | −3 | 3 |
| Thái Lan | 3  | 0 | 0 | 3 | 2  | 8  | −6 | 0 |

| Úc          | 1 – 1  | Nhật Bản    |
| ----------- | ------ | ----------- |
| Iredale 49' | Report | Miyoshi 44' |

| Lào           | 1 – 0  | Thái Lan |
| ------------- | ------ | -------- |
| Kettavong 59' | Report |          |

| Nhật Bản                     | 3 – 0  | Thái Lan |
| ---------------------------- | ------ | -------- |
| Watanabe 2' 45' · Aoyama 65' | Report |          |

| Lào                          | 2 – 3  | Úc                                  |
| ---------------------------- | ------ | ----------------------------------- |
| Kettavong 50' · Dalavong 81' | Report | Lap 62' · McDonald 72' · Calver 88' |

| Úc                                               | 4 – 2  | Thái Lan                        |
| ------------------------------------------------ | ------ | ------------------------------- |
| Warland 10' · Hanna 15' · Lap 21' · Da Silva 87' | Report | Miprathang 27' · Sitthichok 65' |

| Lào | 0 – 3  | Nhật Bản                                 |
| --- | ------ | ---------------------------------------- |
|     | Report | Sugimori 80' · Watanabe 84' · Kawata 90' |

### Tranh hạng ba
| Thái Lan | 0 – 3  | Lào                                          |
| -------- | ------ | -------------------------------------------- |
|          | Report | Tonglim 75' · Thammada 90+1' · Sandala 90+5' |

### Chung kết
| Úc          | 1 – 3  | Nhật Bản                                  |
| ----------- | ------ | ----------------------------------------- |
| Da Silva 8' | Report | Miyamoto 17' · Kawata 80' · Miyoshi 90+2' |

## Vô địch
| Giải vô địch bóng đá U-16 Đông Nam Á 2012 |
| ----------------------------------------- |
| · Nhật Bản · Lần đầu                      |

## Cầu thủ ghi bàn
3 bàn
- Ryoma Watanabe

2 bàn
- Kevin Lap
- Daniel Da Silva
- Kento Kawata
- Koji Miyoshi
- Armysay Kettavong

1 bàn
| - Aaron Calver - Lawrence Hanna - Jack Iredale - Benjamin Warland | - Joshua McDonald - Hiroaki Aoyama - Kota Miyamoto - Koki Sugimori | - Sisawad Dalavong - Southavone Thammada - Jo Sandala - Supravee Miprathang - Sittichok Kannoo |

Phản lưới nhà
- Jutitep Tonglim (trận gặp Lào)